# Hubbard (lodowiec)

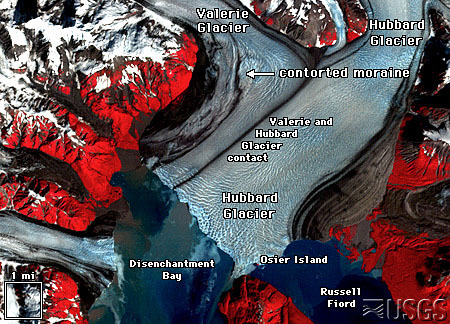
Lodowiec Hubbard

Hubbard – lodowiec znajdujący się na Alasce w Stanach Zjednoczonych oraz częściowo na Jukonie w Kanadzie. Jest największym uchodzącym do wody lodowcem Ameryki Północnej oraz największym tego typu niepolarnym lodowcem na świecie. W przeciwieństwie do większości znanych lodowców, od czasu, gdy został pierwszy raz naniesiony na mapy w 1895 roku, posuwa się naprzód w głąb Zatoki Alaski i przyrasta na grubość.
Powierzchnia lodowca Hubbard wynosi 2450 km². Swój początek bierze na stokach, wysokiego na 5959 m n.p.m., Mount Logan w kanadyjskim Jukonie. Spływa stamtąd, kończąc swój bieg w wodach zatoki Disenchantment Bay i Fiordu Russella w pobliżu Yakutat na Alasce.

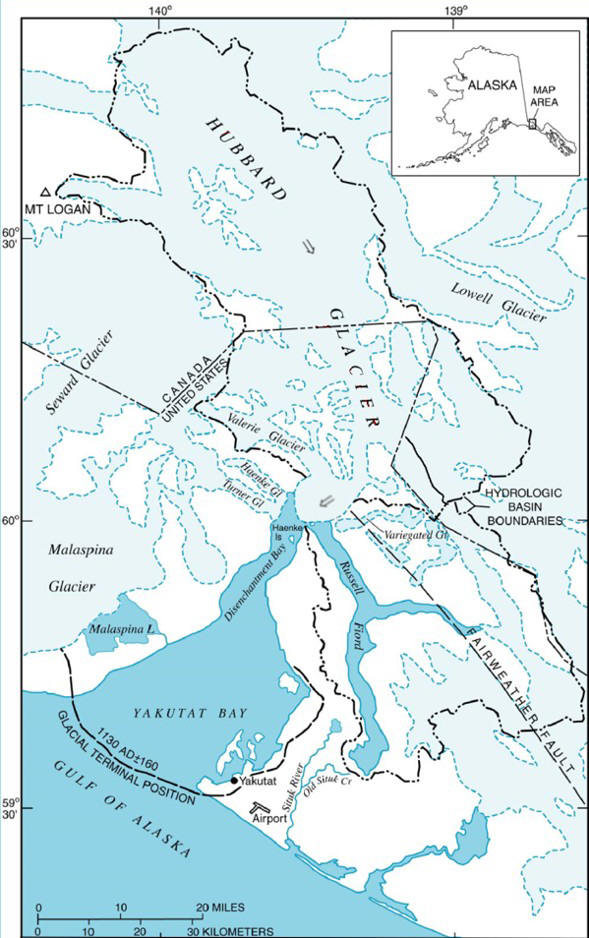
Mapa lodowca Hubbard

Obecna długość lodowca wynosi około 123 km. Jego cielące się wciąż czoło sięga 11,4 km w głąb zatoki, a jego wysokość wynosi, zależnie od pory roku, od 60 do 100 m ponad poziomem morza. Krzywoliniowa szerokość czoła wynosi obecnie 11,5 km. Pomiary wykonane w latach 1986 i 1991 wykazały, że jego łożysko, w odległości 1,5 km do czoła w górę biegu, jest położone na głębokości 414 m poniżej poziomu morza. Zachodnia część lodowca na długości 2 km od czoła złożona jest z lodu pochodzącego z lodowca Valerie.

## Zachowanie
Naniesione osady morenowe u ujścia zatoki Yakutat Bay wskazują, że około roku 1100 w całości była ona wypełniona przez lodowiec. W roku 1380 trwała regresja, a w 1791 roku czoło znajdowało się już w zatoce Disenchantment Bay. Oznacza to, że w czasie 410 lat, gdy trwała mała epoka lodowa, a inne lodowce północno-zachodniej Ameryki Północnej postępowały, ten lodowiec cofał się o 130 m rocznie. Powtórna transgresja lodowca trwa co najmniej od 1895 roku, gdy został naniesiony na mapy przez International Boundary Commision. Od tego czasu przyrósł o około 2,5 km, w przeciwieństwie do innych lodowców w tym rejonie, u których wystąpiła w tym okresie gwałtowna regresja. To nietypowe zachowanie jest ważnym przykładem cyklu cielenia się lodowca (ang. calvining glacier cycle), opisanego po raz pierwszy przez Posta w 1975 roku.
Lodowiec Hubbard ma tendencję do blokowania ujścia fiordu Russel Fiord, który staje się wówczas olbrzymim, zatamowanym przez lodowiec jeziorem. Dochodziło do tego bardzo szybko podczas każdej z trzech głównych ekspansji lodowca w holocenie. Również w czasach współczesnych doszło dwukrotnie do tymczasowego zablokowania fiordu. Russel Fiord zablokowany był lodową tamą od kwietnia do maja 1986 roku oraz od czerwca do sierpnia 2002 roku. W obu przypadkach tama była przerywana gwałtownie, prowadząc do powodzi, co budziło niepokój wśród mieszkańców położonego w pobliżu Yakutat.
W przyszłości, ze względu na ciągły przyrost lodowca, możliwe jest ponowne zablokowanie Russel Fiord. Rozważane są dwa scenariusze tego zdarzenia. W przypadku pierwszego efekt może być tymczasowy, co skończy się gwałtownym runięciem tamy i olbrzymią powodzią. Drugi scenariusz może doprowadzić do długotrwałego zablokowania fiordu i utworzenia jeziora Russel Lake. Jeśli do tego dojdzie, to powstałe w ten sposób jezioro będzie największym tej genezy jeziorem na kontynencie północnoamerykańskim w czasach historycznych.

## Galeria

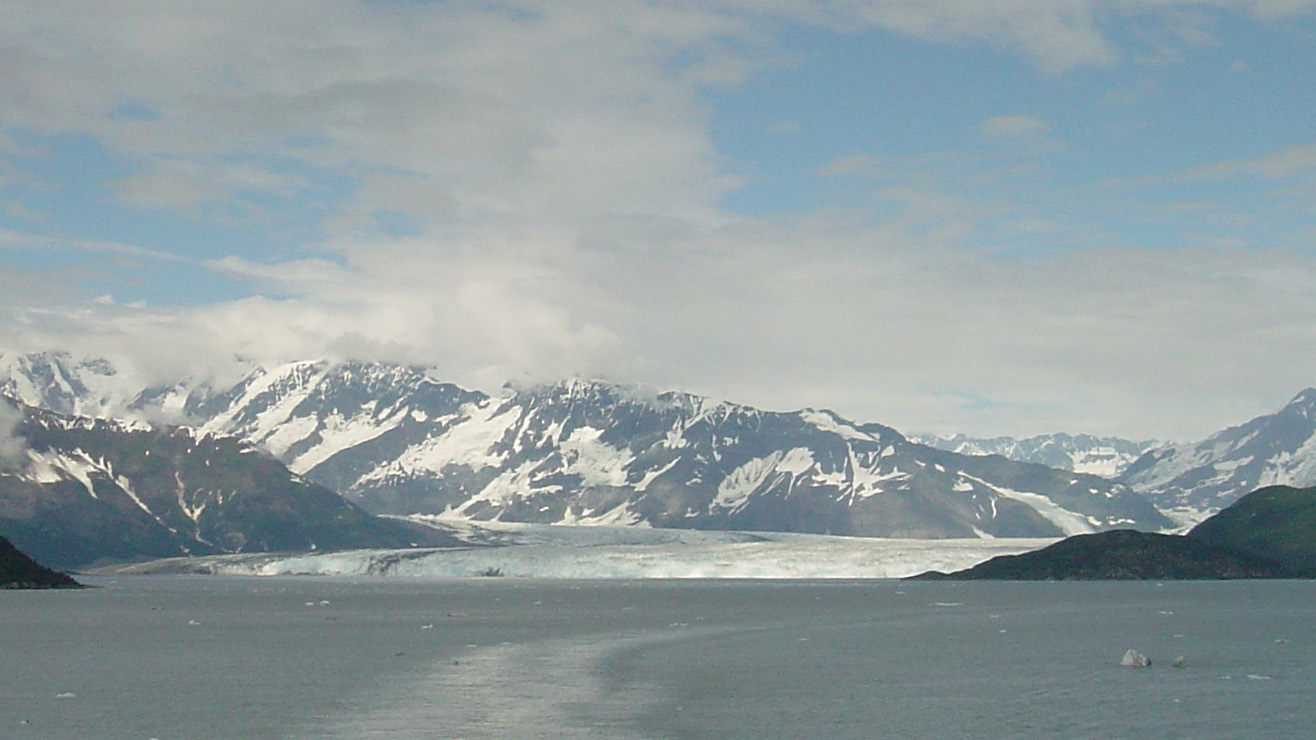
Lodowiec z dystansu
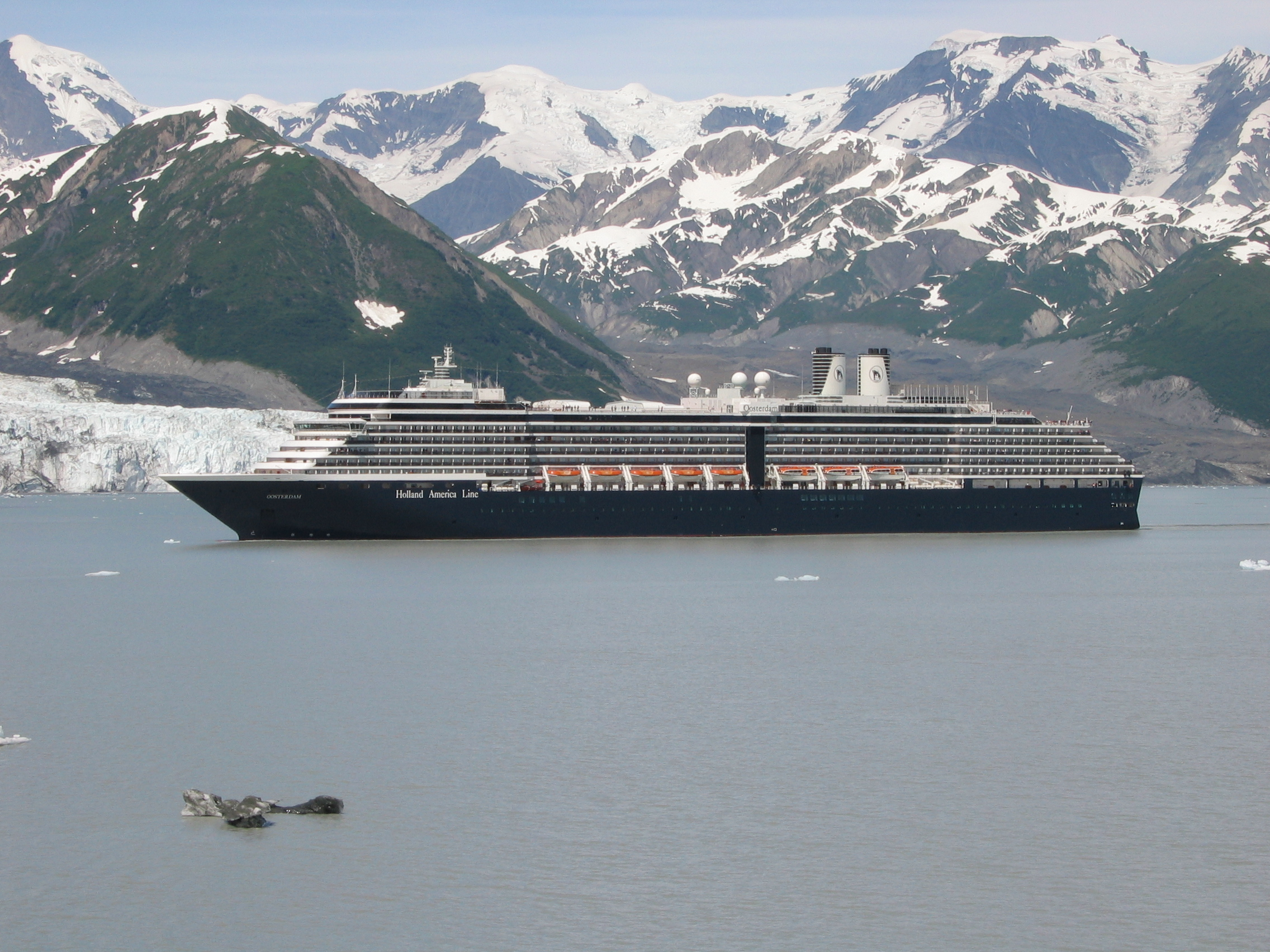
Prom linii Holland America Line opuszczający zatokę Disenchantment Bay
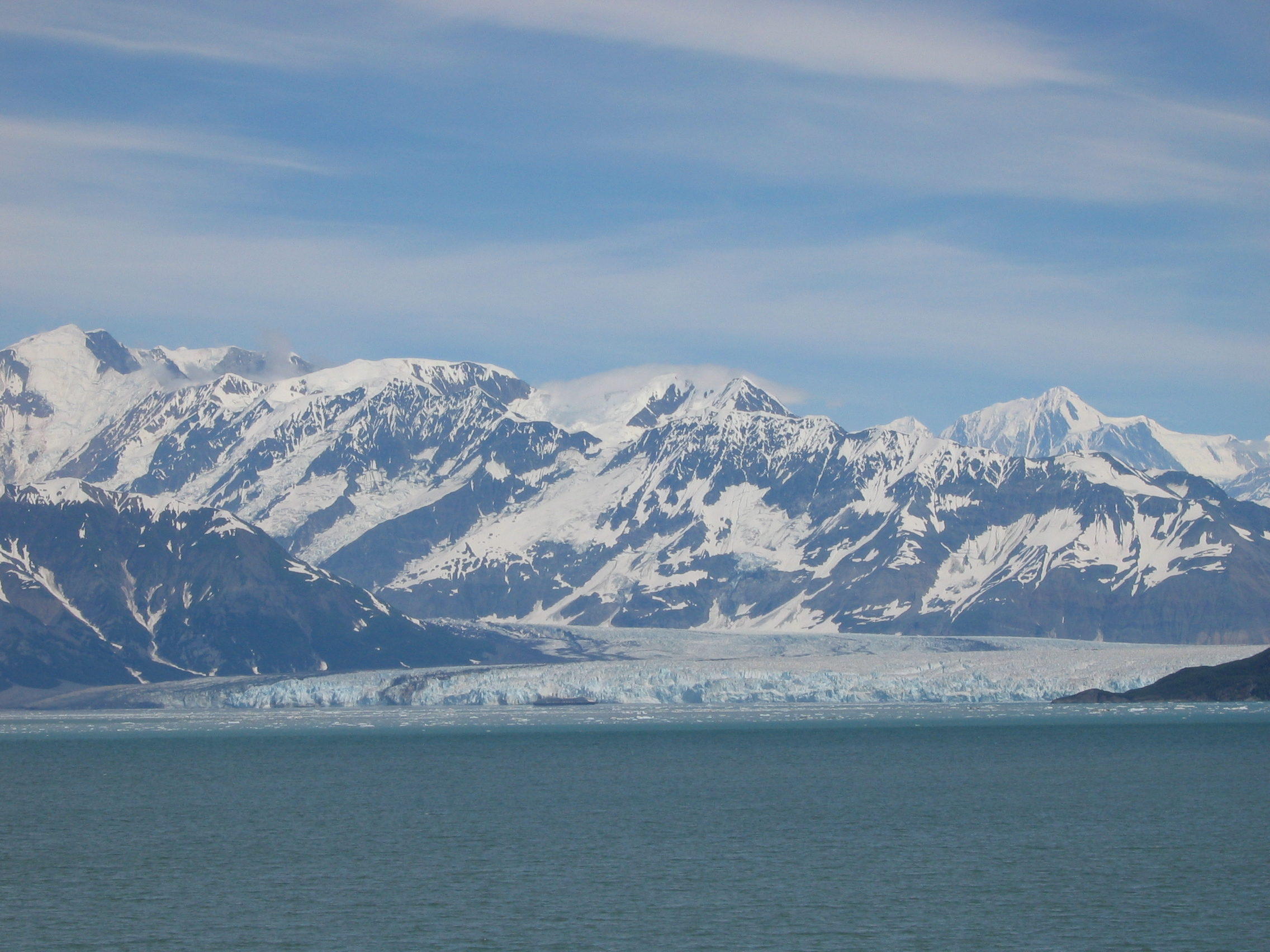
Lodowiec Hubbard i góry lodowe utworzone przez cielenie się
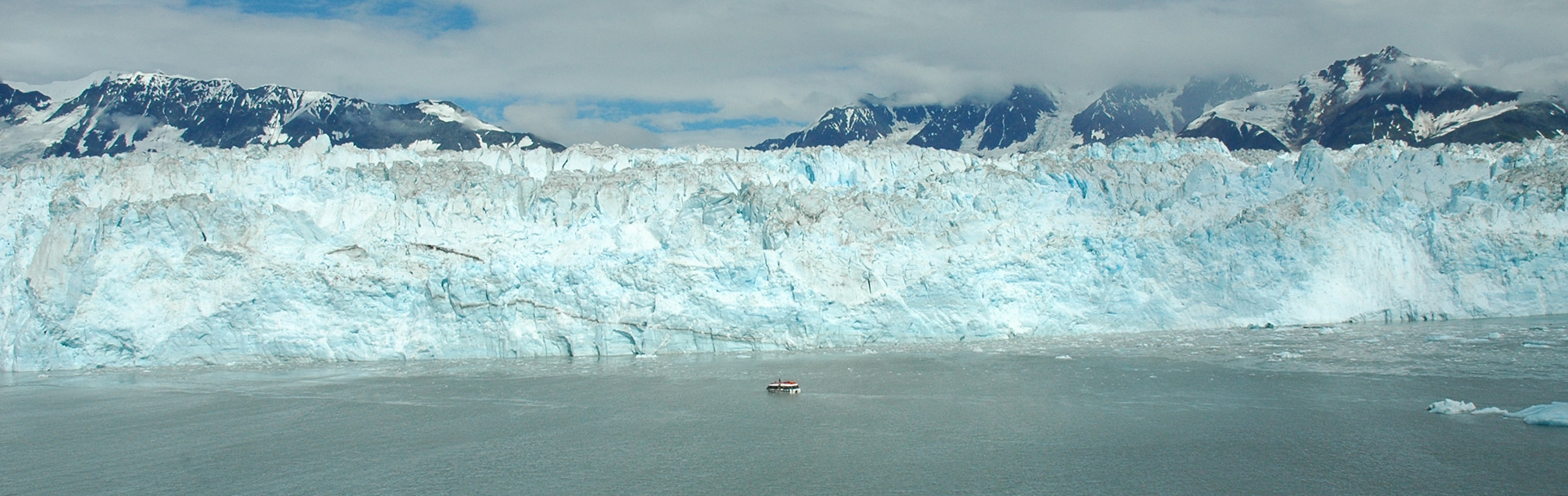
Zbliżenie na lodowiec Hubbard